# Pogrankonduszy (przystanek kolejowy)
Pogrankonduszy (ros. Погранкондуши, krl. Rajakondu) – przystanek kolejowy w pobliżu miejscowości Pogrankonduszy, w rejonie pitkiaranckim, w Karelii, w Rosji. Położony jest na linii Janisjarwi – Łodiejnoje Pole.
Dawniej stacja kolejowa.